# Poelbrug
De Poelbrug, in de Nederlandse provincie Zuid-Holland, is een gemetselde boogbrug in het centrum van Delft vlak bij de Oude Kerk. De brug is een rijksmonument en stamt uit de 18e eeuw en overbrugt het water van de Voorstraat.

## Naamgeving
De brug is genoemd naar de vogel- of poelenmarkt die vroeger vanaf de Choorstraat tot aan en op de brug gehouden werd. Daarvoor heette zij 'Huidenbrug', vanwege de handel in huiden die daar plaatsvond. Tot in de zestiende eeuw stond op de brug een nisje waarin een beeldje van Onze-lieve-vrouw was geplaatst. Op de toen nog gemetselde balustraden stonden twee leeuwtjes, in 1570 gemaakt door Adriaan Vincentsz, tegelijk met de leeuwtjes op de Leeuwenbrug. Op de sluitsteen staat het jaartal 1853.

## Fotogalerij

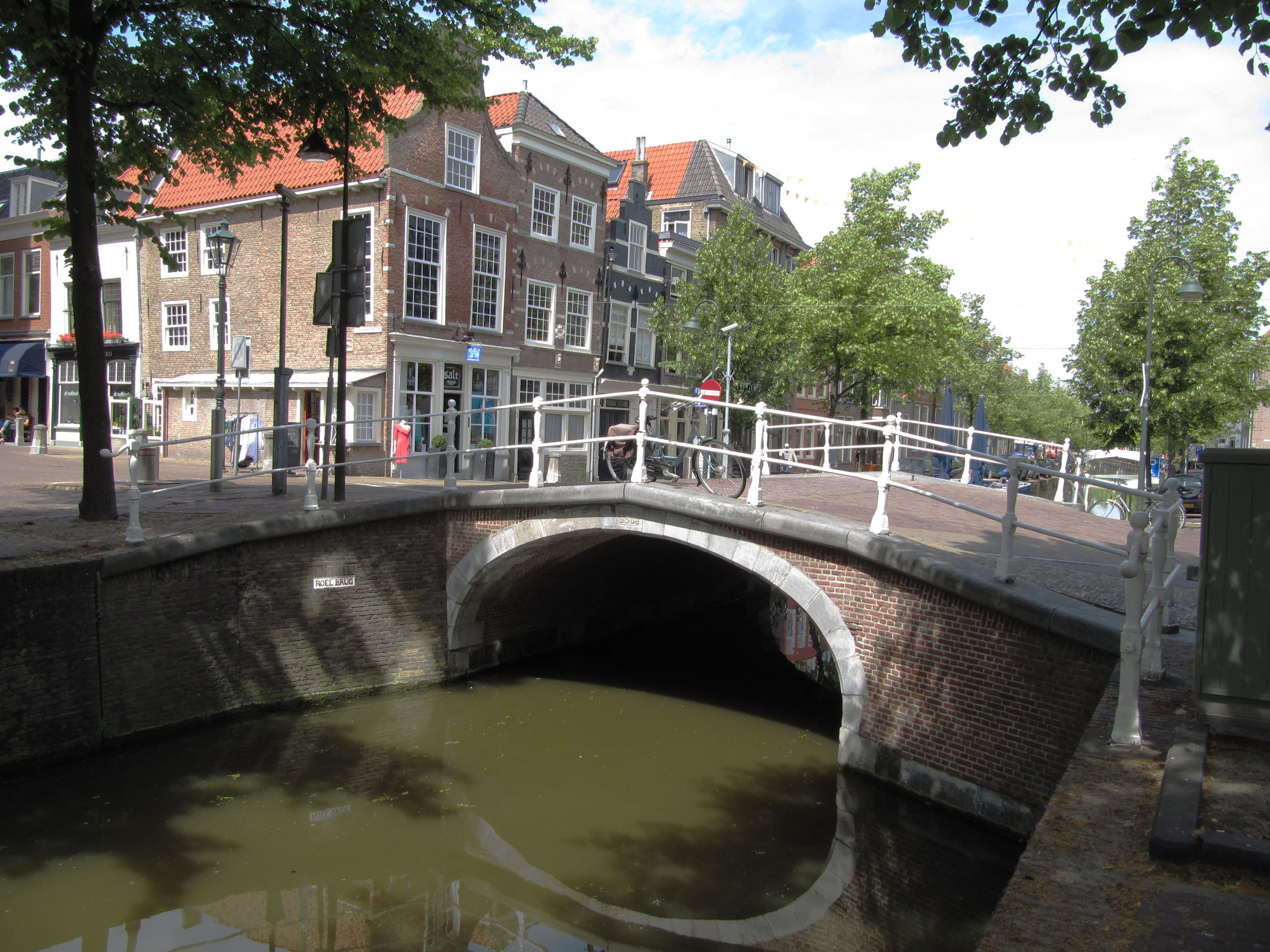
Poelbrug